# Јовано, Јованке
Јовано, Јованке је македонска народна песма. У песми се говори о забрањеној љубави између двоје младих. Ову песму су такође обрадиле и рок групе Азра и Леб и сол.

## Текст
-{
Јовано, Јованке,

Крај Вардарот седиш, мори

Бело платно белиш,

Бело платно белиш, душо

Сè нагоре гледаш.

Јовано, Јованке,

Јас тебе те чекам, мори

Дома да ми дојдеш,

А ти не доаѓаш, душо

Срце мое, Јовано.

Јовано, Јованке,

Твојата мајка, мори

Тебе не те пушта,

Кај мене да дојдеш, душо

Срце мое, Јовано.
}-